# Cerro de la Aldea
El Cerro de la Aldea, forma parte de la Cuchilla de la Aldea, se encuentra en la 6ª Sección del departamento, en cercanías a la ciudad de Tacuarembó. Este cerro se ubica en las costas del arroyo de La Aldea, próximo a otros cerros emblemáticos de la Sexta Sección de Tacuarembó, entre ellos el "Cerro del Pastoreo", el "Cerro del Matrero" y un poco más alejado, el "Cerro Charrúa".

## Toponimia
Es llamado "de La Aldea", ya que entre los años 1822 y 1825, se constituyó allí una aldea en torno a una capilla-oratorio que estuvo a cargo del sacerdote Fray Domingo Morales. Este hecho originó el nombre del cerro, el arroyo y el rincón "de la Aldea". Al respecto, escribió el P. Jaime Ross en su "Monografía de Tacuarembó": "En el lapso que media entre 1820 y 1825, por las inmediaciones del Cerro de la Aldea, existía un núcleo compacto de indígenas, a quienes visitaba periódicamente el referido P. Fray Morales y los reunía en un oratorio o capilla que él llama "Capilla de Tacuarembó Chico"..." 
El primer núcleo poblacional entonces, con características propias de un centro poblado que tuvo el territorio del departamento de Tacuarembó, fue precisamente el de "La Aldea", nombre que se perpetuó en el tiempo. Un dato para nada menor ...